# Point Me at the Sky/Careful with That Axe, Eugene
Point Me at the Sky/Careful with That Axe Eugene è un singolo del gruppo musicale britannico Pink Floyd, pubblicato il 17 dicembre 1968.

## Descrizione

### Point Me at the Sky
Scritto da Roger Waters e da David Gilmour, Point Me at the Sky non ha figurato in nessuna raccolta dei Floyd fino al 1992, quando venne incluso nel box set Shine On nel CD bonus The First Singles. Tutte le versioni di Point Me at the Sky fino ad oggi in commercio sono tutte in mono, non esistono ancora mix del brano in stereo. Il brano racconta la storia di un pilota di aereo che precipita a causa di un guasto al suo aereo.

### Careful with That Axe, Eugene
Per la maggior parte strumentale, il brano è stato composto da tutti e quattro i componenti dei Pink Floyd, nato attorno a una progressione di accordi di organo di Richard Wright sui quali Roger Waters suonava un giro di basso mantenendo sempre la tonica del brano (oltre a improvvisazioni dello stesso Wright), il resto si è poi originato da lì. Una versione dal vivo fu inclusa nel primo disco dell'album Ummagumma, mentre la versione in studio fu inserita nella raccolta Relics.
Il brano ha conosciuto diverse variazioni nel tempo (nel Live at Pompeii, ad esempio, il testo presenta alcune parole in più), ed è stato nuovamente registrato per la colonna sonora del film di Michelangelo Antonioni Zabriskie Point, e per l'occasione rinominato in Come in Number 51, Your Time Is Up. È stato suonato per l'ultima volta in un concerto ad Oakland il 9 maggio 1977. Per quell'esecuzione Rick Wright utilizzò il sintetizzatore Minimoog in luogo dell'organo.

## Video musicale
Per Point Me at the Sky, il gruppo ha realizzato un filmato promozionale in cui sono vestiti da piloti e volano con un aereo G-ANKB (un De Havilland Tiger Moth DH.82A). Un fotogramma del video è stato utilizzato come immagine di copertina del singolo.

## Tracce
Lato A
1. Point Me at the Sky – 3:35

Lato B
1. Careful with That Axe Eugene – 5:39

## Formazione
- David Gilmour - chitarra, voce principale
- Roger Waters - basso
- Rick Wright - organo Hammond, voce secondaria
- Nick Mason - batteria, percussioni